# Semler
A Semler német családnév. 

## Híres Semler nevű személyek
- Borut Semler (1985) szlovén labdarúgó
- Dean Semler (1943) ausztrál operatőr, filmrendező
- Gustav Adolf Semler (1885–1968) német színész, filmszínész
- Semler Gusztáv (?–?) román válogatott labdarúgó
- Johann Salomo Semler (1725–1791) német teológus, egyetemi oktató
- Johannes Semler 1858–1914) német politikus
- Pierre Semmler (1943–2011) német színész, filmszínész
- Ricardo Semler (1959) brazil üzletember, író